# Comme d'habitude
Singles de Claude François
Mais quand le matin
(1967) Pardon
(1968)
Pistes de Comme d'habitude
Ce soir, je vais boire
Comme d’habitude est une chanson écrite par Gilles Thibaut et Claude François, sur une musique composée par Jacques Revaux et Claude François, sortie en novembre 1967.
Interprétée en France par Claude François, la chanson rencontre le succès, et gagne ensuite une réputation internationale à travers son adaptation en anglais par Paul Anka (premier interprète de My Way en 1968) et surtout par Frank Sinatra (1969).

## Genèse

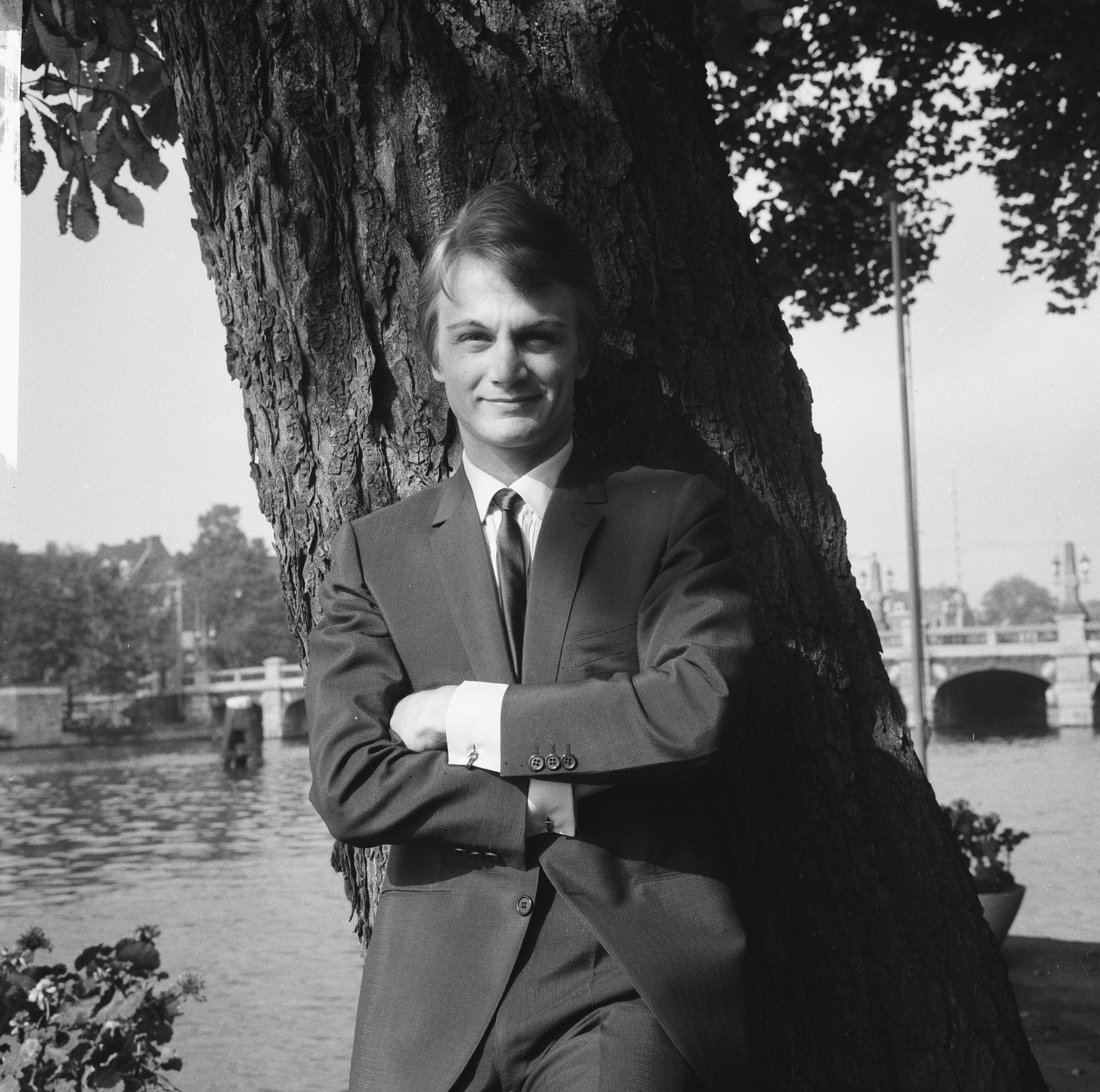
Claude François en octobre 1965.

En février 1967, le compositeur Jacques Revaux alors en vacances à l'hôtel Canada de Megève se rend compte qu'il a oublié d'écrire quatre morceaux commandés par le producteur de musique Norbert Saada. Il les compose en une matinée. Parmi elles, une chanson initialement titrée For Me avec des paroles en anglais et qu'il propose à plusieurs artistes qui la refusent, dont Michel Sardou, Mireille Mathieu, Hugues Aufray et Claude François lui-même.
La chanson est acceptée par Hervé Vilard pour la mettre en face B d'un futur 45 tours.
Cependant, Revaux, qui désire travailler avec Claude François, la présente à nouveau à celui-ci dans son moulin de Dannemois le 27 août 1967. Les deux hommes retravaillent alors la chanson au bord de la piscine en compagnie du parolier Gilles Thibaut, et d'un guitariste. Le texte est ainsi remanié par le groupe qui y ajoute le thème de la vie quotidienne d'un couple qui se délite, résumant ainsi la récente rupture sentimentale de François avec France Gall. Il propose d'introduire un refrain-pont (changement de tempo et d'instrumentation plus propice aux effets de voix). C'est sur ce concept que Gilles Thibaut achève le texte de ce qui devient Comme d'habitude.
Revaux ayant convaincu Hervé Vilard d'y renoncer, Comme d'habitude devient le premier titre de Claude François à paraître sous le label Flèche, qui a été fondé par ce dernier afin de mieux contrôler son répertoire. Sorti en novembre 1967, le 45 tours se vend à plus de 200 000 exemplaires et la chanson atteint le 3 février 1968 la troisième place du hit-parade.
Michel Sardou la reprend finalement en 1977 sur son album La Java de Broadway, à la suite d'un pari avec Claude François.

## Liste des titres
45 tours (Novembre 1967 chez Disques Flèche et Philips)
| No | Titre                                                         | Auteur                                          | Orchestre      | Durée |
| -- | ------------------------------------------------------------- | ----------------------------------------------- | -------------- | ----- |
| 1. | Comme d'habitude                                              | Claude François, Gilles Thibaut, Jacques Revaux | David Whitaker | 4:15  |
| 2. | L'homme au traîneau (Titre original : Carrie Anne (en))       | Allan Clarke, Tony Hicks, Graham Nash           | Reg Guest      | 2:15  |
| 3. | La plus belle chose du monde (Titre original : Massachusetts) | Barry Gibb, Maurice Gibb, Robin Gibb            | Reg Guest      | 3:00  |

45 tours (1978 chez Philips)
| No | Titre                      | Auteur                                               | Orchestre      | Durée |
| -- | -------------------------- | ---------------------------------------------------- | -------------- | ----- |
| 1. | Comme d'habitude (1967)    | Claude François, Gilles Thibaut, Jacques Revaux      | David Whitaker | 4:15  |
| 2. | Même si tu revenais (1965) | Jacques Chaumelle, Claude François, Bernard Kesslair | Les Reed       | 2:15  |

## Classements hebdomadaires
| Classement (1967–68)                    | Meilleure place |
| --------------------------------------- | --------------- |
| Belgique (Wallonie Ultratop 50 Singles) | 7               |
| France (IFOP)                           | 3               |
| Québec (Palmarès francophone)           | 2               |

| Classement (1987) | Meilleure place |
| ----------------- | --------------- |
| France (SNEP)     | 50              |

| Classement (2012) | Meilleure place |
| ----------------- | --------------- |
| France (SNEP)     | 70              |

## Postérité
Presque vingt ans après sa sortie, Comme d'habitude se classe au Top 50, à la cinquantième place, à l'édition no 127 datant du 4 avril 1987.
Le titre est repris dans la comédie musicale Belles belles belles. Rendant hommage aux titres de Claude François, cette dernière est créée en 2003 par des collaborateurs du chanteur tels Daniel Moyne, Jean-Pierre Bourtayre et Gérard Louvin.

## Droits surComme d'habitude
Xavier Niel, fondateur et dirigeant de la société Iliad (Free), est actuellement propriétaire des droits de certaines des chansons de Claude François (avec Because Music), parmi lesquelles Comme d'habitude.
Contrairement à une idée reçue, les droits SACEM de la chanson se répartissent entre l'auteur du texte de la chanson, Gilles Thibaut, et la composition de la musique Jacques Revaux, et Claude François. Cependant, Jacques Revaux est celui qui a composé en grande partie la musique de la chanson, Claude François ne changeant que quelques accords. À l'international, Claude François et Jacques Revaux perçoivent des droits pour la partie musicale, mais les paroles du texte sont écrites en plusieurs langues, dont plusieurs versions en langue anglaise. Jacques Revaux perçoit les trois quarts des droits de la partie musicale de l'œuvre, et Claude François le quart restant.

## Reprises, adaptations et films

### Reprises
Voici quelques reprises de la chanson. Celle-ci a été reprise 1327 fois par 570 artistes. En français elle est notamment reprise par :
- Michel Pagliaro enregistre Comme d’habitude sur étiquette DSP en mars 1968 ;
- Michel Sardou enregistre Comme d'habitude en 1977 pour son album La Java de Broadway ;
- Hervé Vilard reprend la chanson dans son album Les Chansons que j'aime en 1984 ;
- Mireille Mathieu enregistre Comme d'habitude dans son album Les grandes chansons françaises sorti en 1985 ;
- Florent Pagny enregistre sa version de Comme d'habitude en 1989 ;
- les Gipsy Kings enregistrent la chanson au début des années 1990 ;
- Faudel l'enregistre en 2003 sur son album Un autre soleil ;
- le groupe japonais Pecombo la reprend en 2008 dans son album Cloclo Made in Japan ;
- Jason Kouchak reprend la chanson sur son album Comme d'habitude en 2012 ;
- M. Pokora reprend la chanson sur l'album My Way en 2016, enregistré en hommage à Claude François.

### Adaptations

#### My Way
Sollicité en 1968 pour l'adapter en anglais, David Bowie, alors au début de sa carrière, écrit une version intitulée Even a Fool Learns to Love. De son propre aveu, les paroles n'étaient pas d'une qualité suffisante. Une démo est enregistrée mais les producteurs ne donnent pas suite à cette version. Par la suite, il utilisera la grille harmonique de la chanson pour son titre Life on Mars?
Puis, le père de Paul Anka, de passage en France, découvre également ce tube. Paul Anka arrive alors à Paris, entend la chanson lors d'une émission à la télévision française, et en acquiert les droits pour sa maison de production américaine. Il est l'auteur définitif de l'adaptation anglaise sous le titre My Way. Il interprète la chanson avant de la proposer à son ami Frank Sinatra qui en fait un succès planétaire en 1969.
My Way est l'une des chansons les plus reprises au monde avec Yesterday des Beatles et Georgia on My Mind de Ray Charles.
Selon le rapport 2012 de la SACEM, grâce au succès de My Way, Comme d'habitude reste la chanson française la plus exportée.
Nota : Pour les interprètes anglo-saxons et d'autres adaptations en différentes langues, voir : My Way. A titre d'exemple pour My Way : Mike Brant, Nina Simone (1970), Tom Jones (1970), Ray Charles, Luciano Pavarotti (1997), etc. En 1973, elle est enregistrée par Elvis Presley qui la chante cette même année lors de son concert par satellite à Hawaï.

#### Autres adaptations
En 1969, Claude François adapte et enregistre Comme d'habitude en italien, sous le titre Come Sempre. Il l'enregistre également en anglais en 1977.
Comme d'habitude est adaptée et interprétée en allemand par Charly Niessen, sous le titre So Leb’ Dein Leben (version également interprétée par l'Allemande Mary Roos).

### Films
La chanson est présente dans les films suivants :
- Podium de Yann Moix (2004)
- Cloclo de Florent-Emilio Siri (2012)

### Version de Michel Sardou
Singles de Michel Sardou
La Java de Broadway
(1977) En chantant
(1978)
Michel Sardou enregistre une reprise de Comme d'habitude, parue sur son album La Java de Broadway en 1977. Elle est sortie en 45 tours en janvier 1978.

#### Contexte
En février 1967, Jacques Revaux propose une composition alors intitulée For Me à plusieurs artistes. Michel Sardou fait partie des chanteurs ayant refusé de l'enregistrer, avant que Claude François n'accepte de la chanter sur des paroles de lui-même et Gilles Thibaut sous le titre Comme d'habitude et en fasse un succès,. 
À la suite d'un pari avec Claude François, Sardou enregistre en 1977 sa reprise de la chanson, qui paraît sur son sixième album La Java de Broadway, dans une version moins rythmée. Il en modifie le final, supprimant les vers : « Comme d'habitude, on fera l'amour / comme d'habitude, on fera semblant comme d'habitude ».
En 1982, pour l'album Il était là, Michel Sardou utilise la chanson pour en faire un sketch avec sa mère Jackie Sardou. Cette pièce comique, Maman, écrite par Jean-Loup Dabadie, fut souvent reprise à ses concerts.

#### Liste des titres
| 1. | Comme d'habitude | Claude François, Gilles Thibaut, Jacques Revaux | Guy Guermeur | 4:06 |
| 2. | Manie, Manie     | Pierre Delanoë, Michel Sardou, Jacques Revaux   | Roger Loubet | 3:43 |

#### Crédits
- Guy Guermeur – arrangements
- Roland Guillotel – prise de son au studio 92
- Jacques Revaux – réalisation, direction artistique
- Régis Talar – direction artistique
- François et Jean-Marie Porterie – prise de son au studio Condorcet (face B)

| Classement (1978)   | Meilleure position |
| ------------------- | ------------------ |
| Europe (Europarade) | 20                 |
| France (IFOP)       | 3                  |

| Classement (1978) | Position |
| ----------------- | -------- |
| France (SNEP)     | 34       |

### Version de Florent Pagny
Singles de Florent Pagny
Laissez-nous respirer
(1988) J'te jure
(1990)
Florent Pagny enregistre sa version de Comme d'habitude. Sortie en mai 1989, cette version rencontre le succès, atteignant la 6e place du Top 50 en juillet 1989. Elle représente à l'époque son deuxième plus grand succès après N'importe quoi, son premier single en solo sorti en 1988.

#### Liste des titres
45 tours (1989 chez Philips)
| No | Titre                                 | Auteur                                          | Arrangements                     | Durée |
| -- | ------------------------------------- | ----------------------------------------------- | -------------------------------- | ----- |
| 1. | Comme d'habitude                      | Claude François, Gilles Thibaut, Jacques Revaux | Jean-Yves D'Angelo, Kamil Rustam | 4:50  |
| 2. | Comme d'habitude (instrumental piano) | Claude François, Jacques Revaux                 | Jean-Yves D'Angelo, Kamil Rustam | 4:50  |

| Classement (1989)          | Meilleure position |
| -------------------------- | ------------------ |
| Europe (Eurochart Hot 100) | 26                 |
| France (SNEP)              | 6                  |

| Classement (1989) | Position |
| ----------------- | -------- |
| France (SNEP)     | 52       |

#### Essai
- Bruno de Stabenrath, Qu’est-ce que tu me chantes ? : histoires secrètes des cinquante plus grands tubes de la chanson française, Paris, Robert Laffont, 2006, 368 p. (ISBN 2-221-10752-7, présentation en ligne)